# Sweet Dreams (album La Bouche)
Sweet Dreams è il primo album in studio del gruppo musicale tedesco La Bouche, pubblicato il 12 giugno 1995 in Europa e il 16 gennaio 1996 negli Stati Uniti.

## Descrizione
L'album è stato promosso da singoli di successo Sweet Dreams e Be My Lover.

## Tracce
Versione europea
1. Forget Me Nots – 4:10
2. Sweet Dreams – 3:24
3. Be My Lover – 4:01
4. Fallin' in Love – 3:56
5. I'll Be There – 4:09
6. Nice 'N' Slow – 3:59
7. Where Do You Go – 4:20
8. I Love to Love – 3:57
9. Do You Still Need Me – 3:40
10. Poetry In Motion – 3:45
11. Shoo Bee Do Bee Do (I Like That Way) – 4:00
12. The Heat Is On – 3:44
13. Mama Look (I Love Him) – 3:55
14. Be My Lover (House Mix) – 3:54

Versione statunitense
1. Be My Lover – 4:00
2. Sweet Dreams – 3:25
3. Fallin' In Love – 3:55
4. Where Do You Go – 4:04
5. I'll Be There – 4:08
6. Do You Still Need Me – 3:39
7. I Love to Love – 3:57
8. The Heat Is On – 3:44
9. Poetry In Motion – 3:45
10. Shoo Bee Do Bee Do (I Like That Way) – 3:59
11. Nice 'N Slow – 3:58
12. Fallin' In Love (Dance Version) – 4:16
13. Be My Lover (House Mix) – 3:54
14. Tonight Is the Night (Le Click) – 3:53